# Lady Starlight (cantante)
Lady Starlight, nome d'arte di Colleen Martin (New York, 23 dicembre 1975), è una cantante e disc jockey statunitense.

## Biografia

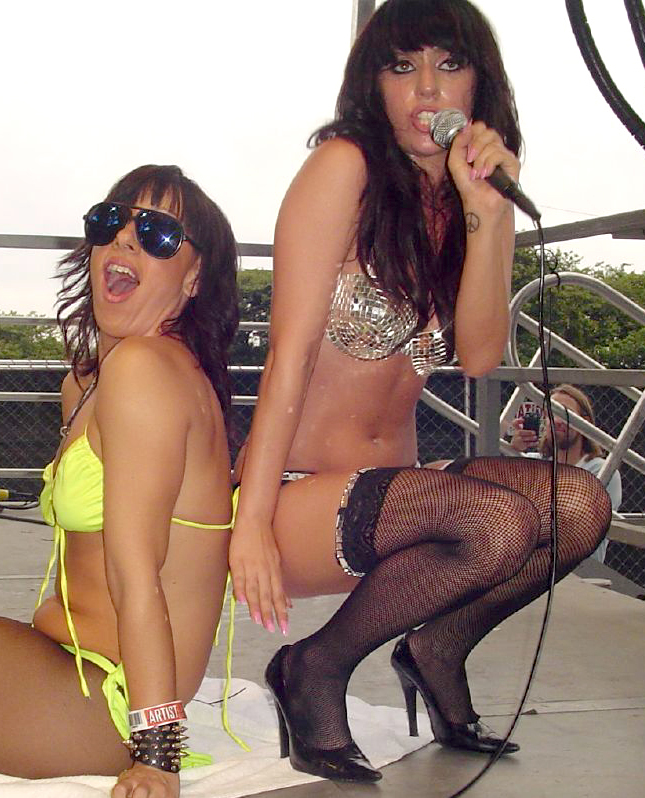
Lady Starlight (a sinistra) con una allora debuttante Lady Gaga al Lollapalooza 2007

Deve la sua notorietà alle sue numerose collaborazioni con Lady Gaga, con cui è stata in tour diverse volte come cantante di apertura. Oltre le proprie performance, ha anche iniziato ad esibirsi insieme con il musicista di musica elettronica e DJ Surgeon (Anthony Child).

## Tournée
Cantante di apertura
- The Dirty Showbiz Tour (Semi Precious Weapons) (2010)
- The Monster Ball Tour (Lady Gaga) (2010–11)
- Epitaph World Tour (Judas Priest) (2011–12)
- The Born This Way Ball (Lady Gaga) (2012–13)
- Lady Gaga Live at Roseland Ballroom (Lady Gaga) (2014)
- ArtRave: The Artpop Ball (Lady Gaga) (2014)

## Discografia
- 2014 – Operator[2]
- 2017 – Untitled
- 2018 – Which One of Us Is Me?